# Humorserie
Humorserie (eller, mer sällan, komisk serie) är den gängse beteckning på en tecknad serie som är inriktad på komik av olika slag. Denna komik kan bestå av skämt, såsom slapstick eller ordvitsar, den kan vara satirisk eller parodisk, innehålla vardagsrealistisk humor, etc. Det ursprungliga formatet för humorserierna var som dagsstrippserie, vilket inte minst märks i det vanligaste engelska ordet för serier: comics.
Exempel på utmärkande humorseriegenrer inkluderar pantomimserier och metaserier. En äventyrsserie som innehåller många komiska element eller starkt karikerade figurer brukar den i regel betecknas som en komisk äventyrsserie.
Exempel på svenska svenska humorserier är Kronblom, Adamson och Hälge. Knasen och Hagbard Handfaste är ett par humorserier från USA.